# Greg Bear
Greg Bear (San Diego, California; 20 de agosto de 1951 - 19 de noviembre de 2022) fue un escritor de ciencia ficción estadounidense. Era yerno de otro famoso autor de ciencia ficción, Poul Anderson.

## Biografía
Bear fue un destacado autor de los que ha marcado el estilo en la década de los 80. Era conocido por ser una de las "tres B" de la ciencia ficción (junto a Gregory Benford y David Brin). Su obra ha acaparado numerosos premios, como el premio Nébula en 1994 por Marte se mueve y en el año 2000 por La radio de Darwin, y tanto el Hugo como el Nébula por Música en la sangre, en 1984.
Las novelas de Bear suelen tener un desarrollo muy similar: tres sucesos aparentemente desconectados ocurren en lugares distantes del mundo y son la señal de alarma de un proceso que generalmente acaba cambiando a la humanidad, destruyéndola, o ambas cosas; y lo hace siempre desde una perspectiva de ciencia ficción dura, tratando de usar argumentos científicos fundamentados y detallados como base principal de las tramas.
Era además especialista en bioquímica-ficción y muchas de sus novelas contienen avanzados y rigurosos planteamientos hipotéticos sobre genética.
Además de las mencionadas, otras obras suyas de relevancia que se podrían destacar son: Reina de los ángeles (1990), Alt 47 (1997), Fundación y caos (1998), Vitales (2001), y Los niños de Darwin (2003).

## Obra
Trilogía de Thistledown
1. Eón (1985)
2. Eternidad (1988)
3. Legado (1995)

Reina de los Ángeles
1. Reina de los ángeles (1990)
2. Heads (1990)
3. Marte se mueve (1993)
4. Alt 47 (también conocida como Inclinación, 1997)

Trilogía Forerunner
1. Halo: Cryptum (2011)
2. Halo: Primordium (2012)
3. Halo: Silentium (2013)

Otras novelas
- Hegira (1979)
- Beyond Heaven's River (1980)
- The Strength of Stones (1981)
- The Infinity Concerto (1984)
- Música en la sangre (1985)
- Strength of Stones (1986)
- The Serpent Mage (1986)
- La fragua de Dios, versión en castellano de The Forge of God (1987)
- Sleepside Story (1988)
- Anvil of Stars (1992) (continuación de The Forge of God)
- Songs of Earth and Power (1994) (formada por The Infinity Concerto y The Serpent Mage)
- Fundación y caos (1998)
- Dinosaur Summer (1998)
- La radio de Darwin (1999)
- Vitales (2002)
- Los niños de Darwin (2002)
- Líneas muertas (2003)
- Quantico (2005)
- La ciudad al final del tiempo (2008)
- War Dogs (2014)